# Coyote de Mearns
Sous-espèce
Synonymes
- Canis latrans estor Merriam, 1897[2]

Le coyote de Mearns (Canis latrans mearnsi) est une sous-espèce de coyote originaire du Sud-Ouest des États-Unis.
On le trouve au Nevada, en Arizona, dans le sud de l'Utah, dans les déserts du sud-est de la Californie, à l'ouest du Rio Grande au Nouveau-Mexique et dans l'extrême sud-ouest du Colorado.

## Description
Le coyote de Mearns est une petite sous-espèce possédant des oreilles moyennes, un petit crâne et de petites dents.
La fourrure est richement colorée et brillante. Les nuances fauves sont extrêmement brillantes, recouvrant les membres postérieurs et antérieurs.